# 林美沙希
林美沙希（1990年5月2日—）是一位日本女性播報員，所屬電視台為朝日電視台。出生於愛知縣，身高162公分。

## 略歷
中學、高校時期就讀女子學校愛知淑德高等學校，大學則從明治大學傳播學部畢業，當時主要攻讀社會學及性別法律。2013年4月1日，正式進入朝日電視台。經過人事部的相關研習後，被分配往主播部，並於該年年中在節目裡首次亮相。

## 個人
- 擔任主播前，曾經是讀者模特兒[1]。
- 興趣為參觀動物園、旅行[1]。
- 專長是吹奏上低音號、游泳[1]。

## 主持節目

### 過去主持節目
- 《SMAP綜藝特集（日语：SMAP☆がんばりますっ!!）》（2013年4月13日）
- 《測驗傳達綜藝 Q殿下!!（日语：クイズプレゼンバラエティー Qさま!!）》（2013年7月15日）
- 《速報!甲子園之路（日语：速報!甲子園への道）》（關東版2013年度）

## 外部連結
- テレビ朝日アナウンサーズ 林美沙希 （页面存档备份，存于） （日語）